# Ursinia brachyloba
Ursinia brachyloba là một loài thực vật có hoa trong họ Cúc. Loài này được (Kunze) N.E.Br. miêu tả khoa học đầu tiên.